# Kỳ giông Allegheny
Kỳ giông Allegheny, tên khoa học Desmognathus ochrophaeus, là một loài kỳ giông thuộc họ Plethodontidae.
Loài này có ở Canada và Hoa Kỳ. Môi trường sống tự nhiên của chúng là rừng ôn đới, sông ngòi, sông có nước theo mùa, suối nước ngọt, và vùng nhiều đá.